# Persecución a un espía
Persecución a un espía (en francés: Corrida pour un espion, en alemán: Der Spion, der in die Hölle ging) es una coproducción internacional francesa, española y de Alemania Occidental de 1965 dirigida por Maurice Labro, en su penúltimo largometraje. La película fue coescrita por el autor francés Claude Rank (seudónimo de Gaston-Claude Petitjean-Darville, nacido el 22 de noviembre de 1925, fallecido en 2004) basado en la novela homónima de Rank de 1964. La película está protagonizada por Ray Danton, Pascale Petit y Roger Hanin y se rodó en Alicante con un trabajo de estudio de interiores filmado en Berlín Occidental.

## Argumento
Antes de su descubrimiento y muerte, un oficial de inteligencia estadounidense que trabajaba encubierto en una base naval soviética envía pruebas de que los rusos filmaron submarinos estadounidenses frente a una base naval conjunta entre Estados Unidos y España en San Juan, en la costa de España. El «superagente» de inteligencia estadounidense Jeff Larson (Ray Danton) es enviado a San Juan para investigar, donde se encuentra con su excolega Bob Stuart (Roger Hanin) y su contacto español, Pilar Pérez (Pascale Petit). Larson (nombre en clave «Jaguar»), ayuda al ejército estadounidense a descubrir cámaras de vídeo controladas a distancia que utilizan los soviéticos. Estas cámaras poseen trampas cazabobos mediante sofisticadas minas terrestres, matando a dos marineros españoles que intentaron desarmar a una. Larson se sumerge para abordar clandestinamente un barco espía soviético y descubre que no solo están monitoreando submarinos estadounidenses, sino que también están interceptando transmisiones de radio desde la base naval estadounidense-española, además de tener un topo en la base. Larson desarma con éxito una mina terrestre que protege otra cámara de video, guarda la cámara para analizarla y trama un plan para convertir la mina terrestre en una mina de lapa y «devolverla al remitente». A lo largo de la escapada, Larson sobrevive a varios intentos de asesinato.

## Reparto
- Ray Danton ... Jeff Larson
- Pascale Petit ... Pilar Pérez
- Roger Hanin ... Bob Stuart
- Conrado San Martín ... Comandante Luis Moreno
- Manuel Gil ... Clark
- Horst Frank ... Karl
- Charles Regnier ... Simon Walter
- Wolfgang Preiss ... Capitán Parker
- Carl Lange ... Vasili Golochenko
- Helga Sommerfeld ... Lina Calderón
- Grit Boettcher ... Saskia
- Helga Lehner ... Camarera
- Günter Meisner ... Oficial ruso en el Donetz
- Maryse Guy Mitsouko ... Mujer en la recepción del hotel con vestido verde

## Recepción
Paimann's Filmlisten dice: «...acción y trama ofrecida en un entorno digno de ver (España), que no sólo sirve para cimentarlo, sino que... también despierta interés en sí mismo».
En Filme 1965-70 se puede leer lo siguiente: «La acumulación de detalles cuestionables es difícilmente aceptable a pesar del estilo comparativamente menos sugerente».
El Lexikon des Internationalen Films decía: «Débil imitación de James Bond de la época en que el cine estaba plagado de espías y tipos de agentes».